# Macouba
Macouba é uma comuna francesa no departamento ultramarino da Martinica. Estende-se por uma área de 16.93 km², e possui 1.062 habitantes, segundo o censo de 2018, com uma densidade de 63 hab/km².